# Pserimos
Pserimos (in greco Ψέριμος Δωδεκανήσου?, Psérimos Dodekanísou; in italiano storico Cappari) è una piccola isola greca nel Dodecaneso, facente parte della regione amministrativa dell'Egeo Meridionale. È posta tra Calimno e Coo. Appartiene alla municipalità di Calimno, ed al censimento del 2001 aveva una popolazione di 130 abitanti.
L'industria principale è il turismo, con agenzie turistiche greche ed europee attratte per la sua remota ubicazione. Vi è un numero considerevole di spiagge e di taverne.
Pserimos è collegata giornalmente a Pothia, località di Calimno, attraverso traghetti, ed è una destinazione sull'itinerario di diverse crociere della zona.